# 北冷乡
北冷乡，是中华人民共和国河南省焦作市温县下辖的一个乡镇级行政单位。

## 行政区划
北冷乡下辖以下地区：
北冷村、西南冷村、东南冷村、西保丰村、东保丰村、杜庄村、陈卜庄村、靳冯蔺村、东周村、西周村和许北张村。